# Gare de Planchamp
La gare de Planchamp est une gare ferroviaire situé sur le territoire de la localité de Planchamp, appartenant à la commune suisse de Montreux, dans le canton de Vaud.

## Situation ferroviaire
Établie à 527 mètres d'altitude, la gare de Planchamp est située au point kilométrique 2,66 de la ligne de Montreux à Lenk im Simmental.
Elle est dotée d'une voie bordée par un quai.

## Histoire
La gare de Planchamp a été mise en service en 1901 en même temps que la section de Montreux aux Avants de la ligne de Montreux à Lenk im Simmental.

## Service des voyageurs

### Accueil
Gare du MOB, elle est dotée d'un simple quai ne disposant d'aucun autre équipement pour les voyageurs.
La gare n'est pas accessible aux personnes à mobilité réduite.

### Desserte
La gare de Planchamp est desservie toutes les heures par un train Regio du MOB qui relie Montreux aux Avants en desservant toutes les gares.

### Intermodalité
La gare de Planchamp n'est en correspondance avec aucune autre ligne de transports en commun.

## Projet
Une étude préliminaire terminée à la fin de l'année 2021 a permis d'envisager deux projets de création de points de croisement sur la ligne du MOB dans l'optique de la mise en place de l'horaire de 2035, sur la commune de Saanen et au niveau de la gare de Planchamp. La phase d'avant-projet a démarré au niveau de l'année 2022.